# Torin Thatcher
Pour les articles homonymes, voir Thatcher (homonymie).
Torin Thatcher est un acteur anglais, né Torin Herbert Erskine Thatcher le 15 janvier 1905 à Bombay (Inde ; alors Empire britannique), mort d'un cancer le 4 mars 1981 à Thousand Oaks (Californie).

## Biographie
Né de parents anglais à Bombay (son père est militaire), Torin Thatcher grandit en Angleterre et étudie l'art dramatique notamment à la Royal Academy of Dramatic Art de Londres. Il fait ses débuts d'acteur professionnel au théâtre en 1927 — comme membre de la troupe du théâtre Old Vic jusqu'en 1929 — et joue fréquemment à Londres, entre autres dans des pièces de William Shakespeare (ex. : Hamlet, durant la saison 1936-1937, avec Alec Guinness, Laurence Olivier et Michael Redgrave).
Au cinéma, excepté un court métrage de 1927 (extrait filmé d'une prestation dans Le Marchand de Venise de Shakespeare), il débute dans General John Regan (en) d'Henry Edwards, sorti en 1933 (avec le réalisateur et Chrissie White). Mentionnons des petits rôles non crédités dans Agent secret (1936, avec Sylvia Sidney et Oscar Homolka) et Jeune et innocent (1937, avec Derrick De Marney et Nova Pilbeam) d'Alfred Hitchcock, ainsi qu'un second rôle dans La Commandante Barbara de Gabriel Pascal (1941, avec Wendy Hiller et Rex Harrison).
Hormis une interruption due à la Seconde Guerre mondiale (il sert dans la Royal Artillery de 1940 à 1945 et en ressort lieutenant-colonel), Torin Thatcher contribue jusqu'à la fin des années 1940 à des films britanniques majoritairement, le dernier sorti en 1949. Citons encore Les Grandes Espérances de David Lean (1946, avec John Mills, Valerie Hobson et Jean Simmons) et Première Désillusion de Carol Reed (1948, avec Ralph Richardson et Michèle Morgan).
Installé définitivement aux États-Unis en 1948, il y poursuit ses activités au théâtre et débute à Broadway (New York) dans la pièce Édouard, mon fils de Noel Langley et Robert Morley, représentée 260 fois de septembre 1948 à mai 1949 (et adaptée au cinéma en 1949), aux côtés de Ian Hunter et Robert Morley. Il se produit sur les planches new-yorkaises dans six autres pièces, disséminées jusqu'en 1963. L'une d'elles est The Miracle Worker de William Gibson, représentée 719 fois d'octobre 1959 à juillet 1961, avec Anne Bancroft et Patty Duke, mise en scène par Arthur Penn. Notons ici que ce dernier en réalisera l'adaptation au cinéma de 1962, avec les deux actrices (mais sans Torin Thatcher, remplacé par Victor Jory), sous le même titre original — titre français : Miracle en Alabama —.
Après une coproduction américano-britannique de 1950 tournée pour partie en Angleterre (La Rose noire d'Henry Hathaway, avec Tyrone Power, Orson Welles et Cécile Aubry), il collabore surtout à des films américains. Les quatre premiers, sortis en 1952, sont L'Affaire de Trinidad de Vincent Sherman (avec Rita Hayworth et Glenn Ford), Les Neiges du Kilimandjaro d'Henry King (avec Gregory Peck, Susan Hayward et Ava Gardner), Le Corsaire rouge de Robert Siodmak (avec Burt Lancaster, Nick Cravat et Eva Bartok), et Barbe-Noire, le pirate de Raoul Walsh (où il personnifie le pirate Henry Morgan, aux côtés de Robert Newton dans le rôle-titre et Linda Darnell).
Par la suite, il apparaît notamment dans Hélène de Troie de Robert Wise (1956, avec Rossana Podesta et Jacques Sernas ; rôle d'Ulysse), Témoin à charge de Billy Wilder (1957, avec Tyrone Power, Marlène Dietrich et Charles Laughton), Le Septième Voyage de Sinbad de Nathan Juran (1958, avec Kerwin Mathews et Kathryn Grant ; rôle du magicien Sokurah), et Hawaï de George Roy Hill (avec Julie Andrews et Max von Sydow). Ses deux derniers films sortent en 1967.
Pour la télévision, Torin Thatcher contribue d'abord à quatre téléfilms britanniques d'origine théâtrale. Le premier, diffusé en 1937, est une représentation téléfilmée de L'École de la médisance de Richard Brinsley Sheridan, avec Greer Garson. Le dernier, diffusé en 1946, est une adaptation de la pièce de George Bernard Shaw Androclès et le Lion (en), avec Michael Gough.
De 1949 à 1975, il participe à soixante-trois séries américaines, dont Alfred Hitchcock présente (deux épisodes, 1957-1959), Star Trek (un épisode, 1967) et Mission impossible (deux épisodes, 1968-1969).
On le retrouve aussi dans quatre autres téléfilms, le premier étant une adaptation du roman d'A. J. Cronin La Citadelle, avec Ann Blyth, diffusée en 1960. Le dernier (son ultime prestation à l'écran) est Brenda Starr de Mel Stuart, avec Jill St John dans le rôle-titre, diffusé en 1976.

## Théâtre

### À Londres (sélection)
- 1927-1928 : Beaucoup de bruit pour rien (Much ado about nothing, avec Sybil Thorndike), Le Roi Lear (King Lear), Roméo et Juliette (Romeo and Juliet), Le Marchand de Venise (The Merchant of Venice), La Mégère apprivoisée (The Taming of the Shrew, avec Sybil Thorndike), Henri V (Henry V, avec John Laurie, Sybil Thorndike), Hamlet et Les Deux Nobles Cousins (The Two Nobles Kinsmen) de William Shakespeare ; L'École de la médisance (The School for Scandal) de Richard Brinsley Sheridan (saison ; avec Eric Portman pour toutes ces pièces)
- 1928-1929 : Macbeth, Les Joyeuses Commères de Windsor (The Merry Wives of Windsor), Peines d'amour perdues (Love's Labour's Lost), Henri VIII (Henry VIII), Henri V (Henry V, avec Eric Portman, Sybil Thorndike), Hamlet, La Nuit des rois, ou Ce que vous voudrez (Twelfth Night, or What you will) et Comme il vous plaira (As you Like it), de William Shakespeare ; Les Vikings (The Vikings) d'Henrik Ibsen, adaptation de William Archer ; Caste de Thomas William Robertson ; Marie-Magdeleine (Mary Magdalene) de Maurice Maeterlinck ; The Rivals de Richard Brinsley Sheridan (saison ; avec John Laurie pour toutes ces pièces, sauf The Rivals)
- 1930 : Michael and Mary d'Alan Alexander Milne, avec Elizabeth Allan, Edna Best, Frank Lawton, Herbert Marshall
- 1936-1937 : Hamlet de William Shakespeare, avec Alec Guinness, Robert Newton, Laurence Olivier, Michael Redgrave, Francis L. Sullivan
- 1937-1938 : The Painted Smile de W.P. Templeton, avec John Abbott ; La Maladie blanche (Bílá nemoc - titre anglais : The White Disease ou Power and Glory) de Karel Čapek, avec Felix Aylmer, C.V. France, Oscar Homolka ; Lot's Wife de Peter Blackmore, avec Nora Swinburne (saison)
- 1945-1946 : 1066 - And All That de Reginald Arkell, avec Isabel Jeans, Cathleen Nesbitt, Ivor Novello, Basil Radford, Michael Redgrave, Flora Robson, Naunton Wayne

### À Broadway (intégrale)
- 1948-1949 : Édouard, mon fils (Edward, My Son) de Noel Langley et Robert Morley, avec Ian Hunter, Robert Morley (adaptation au cinéma en 1949)
- 1949-1950 : That Lady de Kate O'Brien, production de Katharine Cornell, avec Henry Daniell, Esther Minciotti, Henry Stephenson, Joseph Wiseman, Katharine Cornell (adaptation au cinéma en 1955)
- 1951 : Billy Budd de Louis O. Coxe et Robert Chapman, d'après le roman éponyme inachevé d'Herman Melville, avec Dennis King, Lee Marvin (adaptation au cinéma en 1962)
- 1958 : The Firstborn de Christopher Fry, production de Katharine Cornell et Roger L. Stevens, mise en scène d'Anthony Quayle, avec Katharine Cornell, Mildred Natwick, Anthony Quayle
- 1959-1961 : Miracle en Alabama de William Gibson, mise en scène d'Arthur Penn, avec Anne Bancroft, Patty Duke (adaptation au cinéma en 1962)
- 1961-1962 : Write Me a Murder de Frederick Knott, mise en scène de George Schaefer, avec Denholm Elliott, Kim Hunter
- 1963 : Hidden Stranger de Maxwell Maltz

## Filmographie partielle

### Au cinéma

#### Période britannique (1933-1949)
(films britanniques, sauf mention complémentaire)
- 1933 : General John Regan d'Henry Edwards
- 1934 : Irish Hearts de Brian Desmond Hurst (film américano-britannique)
- 1936 : Well Done, Henry de Wilfred Noy
- 1936 : Agent secret (Sabotage) d'Alfred Hitchcock
- 1936 : Crime sur Londres (Crime Over London) d'Alfred Zeisler
- 1937 : Le Chevalier sans armure (Knight Without Armour) de Jacques Feyder
- 1937 : Jeune et innocent (Young and Innocent) d'Alfred Hitchcock
- 1938 : Climbing High de Carol Reed
- 1939 : L'Espion noir (Spy in Black) de Michael Powell
- 1939 : Le lion a des ailes (The Lion Has Wings), film collectif d'Adrian Brunel et autres
- 1940 : Espionne à bord (Contraband) de Michael Powell
- 1940 : Let George Do It ! de Marcel Varnel
- 1941 : La Commandante Barbara (Major Barbara) de Gabriel Pascal
- 1942 : The Next of Kin de Thorold Dickinson
- 1946 : L'Étrange Aventurière (I See a Dark Stranger) de Frank Launder
- 1946 : Les Grandes Espérances (The Great Expectations) de David Lean
- 1947 : Jassy de Bernard Knowles
- 1947 : Au bout du fleuve (The End of the River) de Derek N. Twist
- 1947 : When the Bough Breaks de Lawrence Huntington
- 1948 : Première Désillusion (The Fallen Idol) de Carol Reed

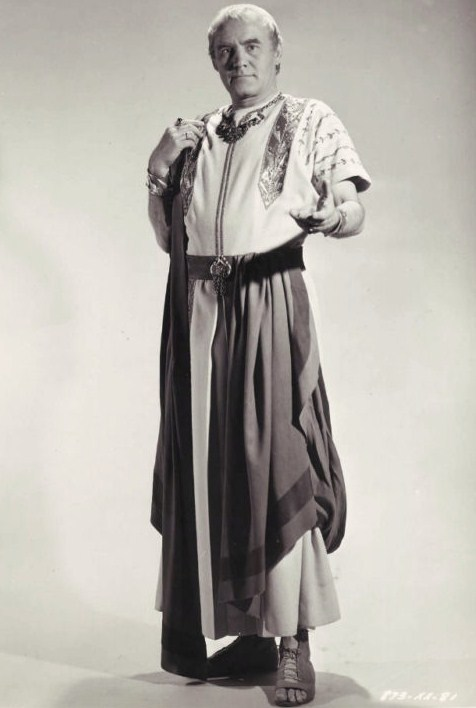
Dans La Tunique (1953)
- photo promotionnelle -

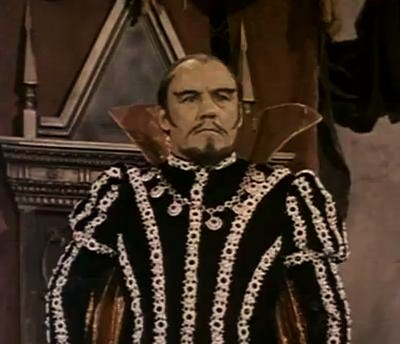
Dans Jack le tueur de géants (1962)

#### Période américaine (1950-1967)
(films américains, sauf mention contraire ou complémentaire)
- 1950 : La Rose noire (The Black Rose) d'Henry Hathaway (film américano-britannique)
- 1952 : L'Affaire de Trinidad (Affair in Trinidad) de Vincent Sherman
- 1952 : Le Corsaire rouge (The Crimson Pirate) de Robert Siodmak
- 1952 : Les Neiges du Kilimandjaro (The Snows of Kilimanjaro) d'Henry King
- 1952 : Barbe-Noire, le pirate (Blackbeard the Pirate) de Raoul Walsh
- 1953 : Les Rats du désert (The Desert Rats) de Robert Wise
- 1953 : La Tunique (The Robe) d'Henry Koster
- 1953 : Houdini le grand magicien (Houdini) de George Marshall
- 1954 : Un grain de folie (Knock on Wood) de Melvin Frank et Norman Panama
- 1954 : La Révolte des Cipayes (Bengal Brigade) de László Benedek
- 1954 : Le Chevalier du roi (The Black Shield of Falworth) de Rudolph Maté
- 1955 : Madame de Coventry (Lady Godiva of Coventry) d'Arthur Lubin
- 1955 : La Colline de l'adieu (Love Is a Many-Splendored Thing) d'Henry King
- 1956 : Diane de Poitiers (Diane) de David Miller
- 1956 : Hélène de Troie (Helen of Troy) de Robert Wise (film américano-italien)
- 1957 : Istanbul de Joseph Pevney
- 1957 : Témoin à charge (Witness for the Prosecution) de Billy Wilder
- 1957 : L'Esclave libre (Band of Angels) de Raoul Walsh
- 1958 : Le Septième Voyage de Sinbad (The 7th Voyage of Sinbad) de Nathan Juran
- 1958 : Les commandos passent à l'attaque (Darby's Rangers) de William A. Wellman
- 1959 : Quand la terre brûle (The Miracle) d'Irving Rapper et Gordon Douglas
- 1961 : L'Escadron rouge (The Canadians) de Burt Kennedy
- 1962 : Jack le tueur de géants (Jack the Giant Killer) de Nathan Juran
- 1962 : Les Révoltés du Bounty (Mutiny on the Bounty) de Lewis Milestone
- 1963 : Decision at Midnight de Lewis Allen (film américano-britannique)
- 1963 : Drums of Africa (en) de James B. Clark
- 1965 : Le Chevalier des sables (The Sandpiper) de Vincente Minnelli
- 1966 : Hawaï (Hawaii) de George Roy Hill : Rév. Thorn
- 1966 : Hell of Borneo de George Montgomery
- 1967 : The Sweet and the Bitter de James Clavell (film canadien)
- 1967 : Le Pirate du roi de Don Weis

### Séries
- 1957-1959 : Alfred Hitchcock présente (Alfred Hitchcock Presents)
  - Saison 2, épisode 32 The Hands of Mr. Ottermole (1957) de Robert Stevens
  - Saison 4, épisode 21 Relative Value (1959) de Paul Almond
- 1959 : Peter Gunn
  - Saison 1, épisode 28 Pay Now, Kill Later de Boris Sagal
- 1959 : La Grande Caravane (Wagon Train)
  - Saison 2, épisode 32 The Steve Campden Story de Christian Nyby
- 1961 : Bonanza
  - Saison 2, épisode 33 Elizabeth, My Love de Lewis Allen
- 1961 : Aventures dans les îles (Adventures in Paradise)
  - Saison 2, épisode 34 L'Institutrice (Beach Head) de Felix E. Feist
- 1961 : Ombres sur le soleil (Follow the Sun)
  - Saison unique, épisode 1 A Rage for Justice
- 1961 : Perry Mason, première série
  - Saison 5, épisode 14 The Case of the Unwelcome Bride
- 1963 : Les Incorruptibles (The Untouchables)
  - Saison 4, épisode 25 Le Tueur (The Giant Killer)
- 1963 : Adèle (Hazel)
  - Saison 2, épisode 28 Hazel Sounds Her 'A' de William D. Russell
- 1964 : Les Accusés (The Defenders)
  - Saison 3, épisode 26 May Day ! May Day ! de Stuart Rosenberg
- 1964 : Suspicion (The Alfred Hitchcock Hour)
  - Saison 2, épisode 29 Bed of Roses
- 1965 : Voyage au fond des mers (Voyage to the Bottom of the Sea)
  - Saison 1, épisode 30 Le Secret du Loch Ness (The Secret of the Loch) de Sobey Martin
- 1966 : Max la Menace (Get Smart)
  - Saison 1, épisode 20 Tout dans la tête (All in the Mind) de Bruce Bilson
- 1966 : Perdus dans l'espace (Lost in the Space)
  - Saison 1, épisode 23 The Space Trader de Nathan Juran
- 1966 : Au cœur du temps (The Time Tunnel)
  - Saison unique, épisode 6 Le Volcan tragique (The Crack of Doom) de William Hale
- 1967 : Star Trek
  - Saison 1, épisode 22 Le Retour des Archons (The Return of the Archons) de Joseph Pevney : Reger
- 1967 : Gunsmoke ou Police des plaines (Gunsmoke ou Marshal Dillon)
  - Saison 12, épisode 21 Fandango de James Landis
- 1967-1969 : Daniel Boone
  - Saison 3, épisode 27 Take the Southbound Stage (1967) de Gerd Oswald
  - Saison 5, épisode 13 To Slay a Giant (1969) de Nathan Juran
- 1968-1969 : Mission impossible (Mission : Impossible)
  - Saison 3, épisode 1 Princesse Céline (The Heir Apparent, 1968) d'Alexander Singer
  - Saison 4, épisode 2 Alerte (The Numbers Game, 1969) de Reza Badiyi
- 1970 : Au pays des géants (Land of the Giants)
  - Saison 2, épisode 16 Nightmare de Nathan Juran
- 1972 : Search
  - Saison 1, épisode 6 Live Men Tell Tales de Marc Daniels
- 1975 : Petrocelli
  - Saison 1, épisode 21 Death in Small Doses

### Téléfilms
- 1965 : The Holy Terror de George Schaefer
- 1968 : The Strange Case of Dr. Jekyll and Mr. Hyde de Charles Jarrott
- 1976 : Brenda Starr de Mel Stuart